# Polonia en los Juegos Olímpicos de Londres 2012
Polonia estuvo representada en los Juegos Olímpicos de Londres 2012 por un total de 218 deportistas que compitieron en  deportes. Responsable del equipo olímpico fue el Comité Olímpico Polaco, así como las federaciones deportivas nacionales de cada deporte con participación.
La portadora de la bandera en la ceremonia de apertura fue la tenista Agnieszka Radwańska.

## Medallistas
El equipo olímpico polaco obtuvo las siguientes medallas:
| Nombre                              | Deporte            | Competición          |
| ----------------------------------- | ------------------ | -------------------- |
| Oro                                 |                    |                      |
| Tomasz Majewski                     | Atletismo          | Peso M               |
| Anita Włodarczyk                    | Atletismo          | Martillo F           |
| Adrian Zieliński                    | Halterofilia       | 85 kg M              |
| Plata                               |                    |                      |
| Bartłomiej Bonk                     | Halterofilia       | 105 kg M             |
| Sylwia Bogacka                      | Tiro               | Rifle de aire 10 m F |
| Bronce                              |                    |                      |
| Tomasz Zieliński                    | Halterofilia       | 94 kg M              |
| Damian Janikowski                   | Lucha grecorromana | 84 kg M              |
| Karolina Naja Beata Mikołajczyk     | Piragüismo         | K2 500 m F           |
| Magdalena Fularczyk Julia Michalska | Remo               | Doble scull (W2x) F  |
| Przemysław Miarczyński              | Vela               | RS:X M               |
| Zofia Klepacka                      | Vela               | RS:X F               |